# Núi Kim Cương

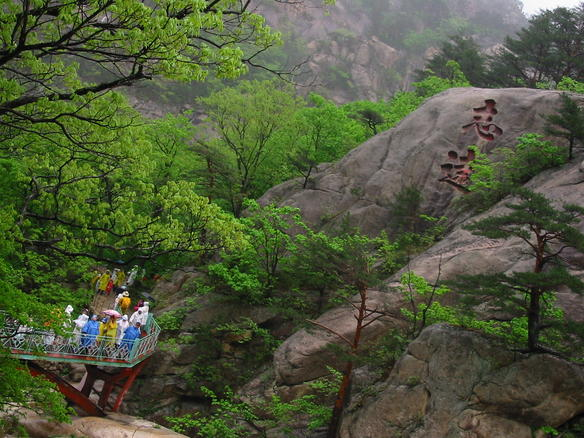
Đường lên thác Kuryoung

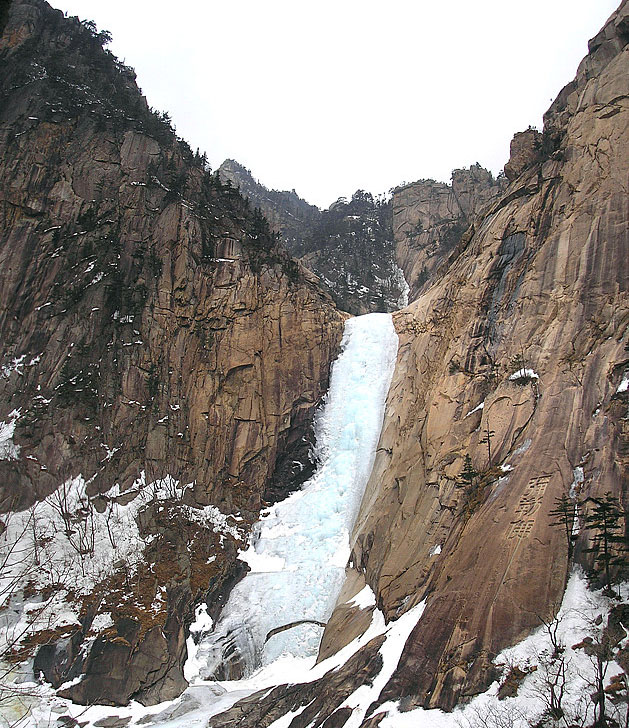
Thác Kuryong

Núi Kim Cương (tiếng Hàn: 금강산; Romaja: Geumgansan; McCune–Reischauer: Kŭmgangsan) hay Dãy núi Kim Cương là một ngọn núi/dãy núi, có đỉnh Birobong cao 1.638 mét, thuộc tỉnh Kangwon, Cộng hòa Dân chủ Nhân dân Triều Tiên. Ngọn núi cách thành phố Sokcho thuộc tỉnh Gangwon của Hàn Quốc 50 kilômét (31 mi). Đây là một trong những ngọn núi được biết đến nhiều nhất ở Bắc Triều Tiên. Núi Kim Cương nằm ở bờ biển phía đông của đất nước, trong Vùng du lịch Núi Kim Cương, trước đây thuộc tỉnh Kangwon (38°35′B 128°10′Đ / 38,58°B 128,17°Đ). Núi Kim Cương thuộc dãy Taebaek chạy dài theo phía đông Bán đảo Triều Tiên.

## Tên theo mùa
Núi Kim Cương nổi tiếng với phong cảnh đẹp từ thời xa xưa và đã là chủ đề của nhiều tác phẩm nghệ thuật. Kim Cương sơn (tiếng Hàn: 금강산; Hanja: 金剛; McCune–Reischauer: Kŭmgangsan, phát âm tiếng Hàn Quốc: [kɯmɡaŋsʰan]) là tên gọi ứng với mùa xuân và cũng là tên được biết đến nhiều nhất, ngọn núi còn có những tên khác ứng với các mùa. Mùa hè ngọn núi được gọi là Bồng Lai sơn (Pongraesan, 봉래산, 蓬萊山: nơi sinh sống của Bát Tiên); mùa thu, Phong Nhạc sơn hay Phụng Cốt sơn (Phung'aksan, 풍악산, 楓岳山 hay 楓骨山: núi lá phong); mùa đông, Giai Cốt sơn (Kaegolsan, 개골산, 皆骨山).

## Hình ảnh

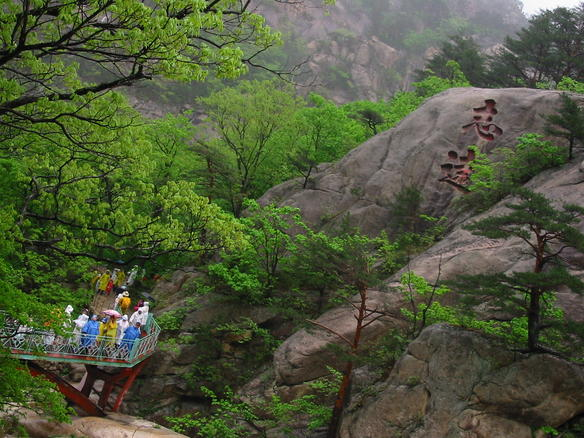
Lối đi đến thác Koryoung
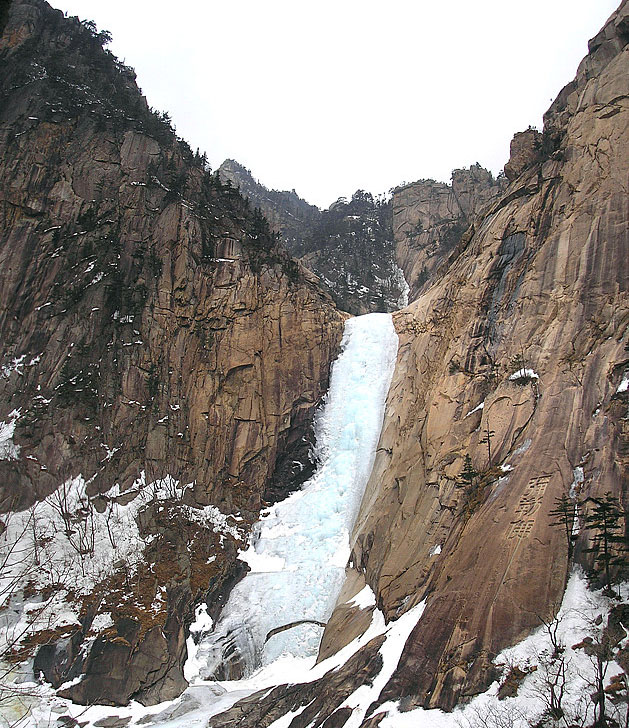
Thác Kuryong